# Minna Luostarinen
Minna Luostarinen (Savonlinna, 24 marzo 1967) è un'ex cestista finlandese.

## Carriera
Con la Finlandia ha disputato i Campionati europei del 1987.